# Simulium travisi
Simulium travisi är en tvåvingeart som beskrevs av Vargas, Vargas och Ramirez-perez 1993. Simulium travisi ingår i släktet Simulium och familjen knott.
Artens utbredningsområde är Costa Rica. Inga underarter finns listade i Catalogue of Life.